# Брюшли
Брюшли (тат. Бөрешле) — деревня в Менделеевском районе республики Татарстан. Входит в состав Брюшлинского сельского поселения.

## География
Деревня находится в 24 километрах к западу от Менделеевска, расположено на реке Юрашка.
Брюшли находится в часовой зоне МСК (московское время). Смещение применяемого времени относительно UTC составляет +3:00.

## История
Основана в XVII веке.
До 1920 года деревня входила в Граховскую волость Елабужского уезда Вятской губернии. В 1920-21 годах находилась в составе Вотской автономной области. С 1921 года находилась в составе Елабужского, с 1928 года — Челнинского кантона Татарской АССР. С 10 августа 1930 года находилась в Елабужском, с 10 февраля 1935 года — в Бондюжском, с 1 февраля 1963 года — в Елабужском, с 15 августа 1985 года — в Менделеевском районе.

## Население
По состоянию на 2002 год в деревне проживало 10 человек.
| Численность населения |      |      |      |      |      |      |      |      |      |
| 1859                  | 1887 | 1926 | 1938 | 1949 | 1958 | 1970 | 1979 | 1989 | 2002 |
| 365                   | 740  | 1029 | 524  | 418  | 386  | 356  | 206  | 126  | 178  |